# Laski (powiat sławieński)
Laski (niem. Latzig, Kreis Schlawe/Pommern) – wieś w Polsce położona w województwie zachodniopomorskim, w powiecie sławieńskim, w gminie Malechowo.
W latach 1975–1998 miejscowość administracyjnie należała do województwa koszalińskiego.

## Zabytki
- park pałacowy, pozostałość po  pałacu[4].